# Diederik Boer
Diederik Boer (* 24. září 1980, Emmeloord, Nizozemsko) je nizozemský fotbalový brankář, který v současné době působí v klubu AFC Ajax.

## Klubová kariéra
V roce 2001 zahájil v PEC Zwolle svou profesionální kariéru. S PEC vyhrál v sezonách 2001/02 a 2011/12 nizozemskou druhou ligu Eerste Divisie a pomohl tak vyválčit přímý postup do Eredivisie.
V ročníku 2013/14 vyhrál s PEC nizozemský fotbalový pohár (KNVB beker), první v historii klubu. Ve finále proti Ajaxu Amsterdam inkasoval jen jeden gól a utkání skončilo poměrem 5:1.
S PEC si zahrál ve 4. předkole Evropské ligy 2014/15, kde byl jeho tým vyřazen českým klubem AC Sparta Praha.
V létě 2014 přestoupil do Ajaxu Amsterdam, na pozici brankářské dvojky za Jasperem Cillessenem.